# 阿尔图尔·达夫强
阿尔图尔·达夫强（1992年8月8日—）是一名亞美尼亞男子體操運動員，曾代表國家參加2012年倫敦奧運的體操個人全能比賽，並未獲得獎牌。2020年東京奧運達夫特揚於體操跳馬項目獲得銅牌；2024年於巴黎奧運體操比賽跳馬項目獲得銀牌。